# クロード・フランソワ

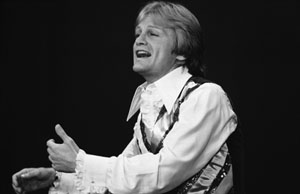
クロード・フランソワ (1976年撮影)

クロード・アントワーヌ・マリー・フランソワ（Claude Antoine Marie François、1939年2月1日 - 1978年3月11日）は、フランスのシャンソン歌手、作詞・作曲者、音楽プロデューサー。クロクロという愛称でも知られる。1960年代から1970年代にかけてのフランスでもっとも人気があるアーティストのひとりであった。

## 生涯
クロード・フランソワはエジプトのイスマイリアに生まれた。フランス生まれの父、エメはスエズ運河で働いていた。母のルチア (シューフとも呼ばれた) はイタリアのカラブリア出身であった。エジプトでフランソワはドラムとヴァイオリンを含む楽器の演奏を学んだ。また、エジプトの音楽にも親しみ、それはのちに彼の作曲に影響を与えることになった。1956年のスエズ運河の国有化で、彼の家族はフランスのコート・ダジュールに転居した。彼はすぐにジャズ・アンサンブルやモナコなどの地元のクラブやジュアン・レ・パンでのジャズ・フェスティバルなどで、ドラマーとしてのいくつかの仕事をみつけた。
1960年に彼はパリに移り、1962年にそこで彼は「ベル!ベル!ベル!」（エヴァリー・ブラザーズの歌のフランス語カバー）で、歌手としての最初の大きな成功をおさめる。1963年にはパリのオリンピアに初めて出演した。1966年には彼のステージのために4人のダンサーからなるレ・クロデット（のちに改名）が結成された。
1967年に歌手のフランス・ギャルとの仲が破局したのち、 フランソワはジャック・ルヴォー、ジル・ティボとともに、彼の代表曲のひとつ「Comme d'Habitude」（「いつものように」の意）を制作する。フランスに滞在中この作品をテレビを通じて知ったポール・アンカは、まったく新たな英語の歌詞をこの曲に与え、それは1969年にはフランク・シナトラが歌う「マイ・ウェイ」として世界的にヒットし、またエルヴィス・プレスリーや、後にはシド・ヴィシャスらによりカバーされた。
1967年にはフランソワは自身のレコード会社であるフレッシュ (Fleche) を立ち上げた。
1970年にフランソワはプロヴァンスの高速道路で、車のタイヤがバーストしたことによる事故のために顔に傷を負う。1970年代に入り、フランソワは自分の作品ばかりではなく、多くの英米の音楽市場でのヒットソングをフランスに紹介した。また逆に、フランソワの歌「愛しているから、わが子よ」は英語詞がつけられ、エルヴィス・プレスリーによって「My Boy」のタイトルで歌われた。フランソワのアルバム「涙の電話」（1974年）は発売後数週間で200万枚以上を売る、彼の生涯における最大の商業的成功作となった。フランソワは全部で500曲以上の歌を残した。

## 死去
1978年3月11日、フランソワはパリの彼のアパートの部屋で、割れた電球で浴槽を照らそうとして感電死した。その日にはすでに彼の最後のシングル「アレクサンドリ・アレクサンドラ」のリハーサルをミシェル・ドリュッケールのテレビショー「日曜日の出会い」にむけて収録していたために、翌週のその番組はまるで彼が死後に再登場したかのようにみえた。フランソワの遺体は、エソンヌ県のダヌモワにある彼の別荘に葬られた。
2000年にはパリ16区・エクゼルマン街46番地にあった彼の最後のすまいが、彼を記念してプラス・クロード・フランソワと改称された。2005年には彼の出生の地であるエジプトのイスマイリアの通りに彼の名前がつけられた。

## 映画化
- 『最後のマイ・ウェイ』 - 2012年のフランスの映画。フランソワの人生と名曲「マイ・ウェイ」誕生を描いた伝記映画である。主演はジェレミー・レニエ。原題は "Cloclo"。
- 『スターは俺だ!』 - 2004年のフランスの映画。フランソワのそっくりさんを題材にしたコメディ。原題は "Podium"。